# Рождённая танцевать
«Рождённая танцевать» (англ. Born to Dance) — американский музыкальный фильм 1936 года. Двукратный номинант на «Оскар» (1937) в номинациях «Лучшая песня» и «Лучшему хореографу»; дебютная роль актёра Эдди Константина; первый фильм, в котором запел актёр Джеймс Стюарт; один из первых фильмов, в которых был использован эффект стереофонии.

## Сюжет
Одинокий моряк-подводник Тед Баркер влюбляется в девушку по имени Нора Пейдж, которая мечтает стать бродвейской танцовщицей. Вскоре Тед спасает пекинеса звезды Бродвея, Люси Джеймс, который упал за борт во время экскурсии гражданских лиц на военную подводную лодку, где Тед служит. Люси влюбляется в Теда, и он отправляется на свидание с ней в ночной клуб, несмотря на то, что уже встречается с Норой.
В утренних газетах появляется фото Люси и Теда, что вызывает скандал как со стороны Норы к Теду, так и со стороны продюсера певицы к Люси. Вскоре Нора начинает выступать вместо Люси Джеймс.

## Композиции
1. Rolling Home (1936)
2. Rap, Tap on Wood (1936)
3. Hey, Babe, Hey (1936)
4. Entrance of Lucy James (1936)
5. Love Me, Love My Pekinese (1936)
6. англ. You'd Be So Easy to Love (1936)
7. англ. I've Got You Under My Skin (1936)
8. Swingin' the Jinx Away (1936)
9. англ. The Sidewalks of New York (1894)
10. англ. Columbia, the Gem of the Ocean (1843)
11. англ. The Prisoner's Song (1924)

## В ролях
- Элинор Пауэлл — Нора Пейдж  (вокал — Марджори Лэйн)
- Джеймс Стюарт — Тед Баркер, моряк-подводник
- Вирджиния Брюс — Люси Джеймс, бродвейская звезда
- Уна Меркел — Дженни Сакс
- Сид Сильверс[англ.] — Ганни Сакс, муж Дженни[2]
- Фрэнсис Лангфорд — Пеппи Тёрнер
- Реймонд Уэлбёрн[англ.] — Персиваль Дингби, капитан подводной лодки
- Алан Дайнхарт[англ.] — Джеймс Маккей, продюсер Люси Джеймс
- Бадди Эбсен — Маш Трейси
- Хуанита Куигли[англ.] — Салли Сакс, дочь Ганни и Дженни
- Реджинальд Гардинер[англ.] — полицейский в парке
- Эдди Константин — моряк-подводник (в титрах не указан)[3]